# Myspace
Myspace (dříve MySpace) je komunitní server, založený v roce 2003 v USA. Většinovým vlastníkem je společnost Specific Media. Myspace je jeden z největších komunitních serverů na světě. Jeho sloganem je „A place for friends“ („Místo pro přátele“). Kromě klasických profilů se na Myspace nacházejí i profily hudebníků, filmařů nebo herců z celého světa. Kvůli ochraně dětí je server přístupný pouze lidem starším 16 let.
Myspace měl svůj vlastní Instant Messenger MySpaceIM. MySpaceIM byl samostatný program pro operační systém Windows. Kromě klasických funkcí Instant Messengeru uměl navíc informovat o událostech na MySpace, jako byli například příchozí soukromé zprávy, komentáře či žádosti o přátelství.
Mezi další funkce serveru patří chat, diskusní skupiny, sdílení videí, seznamka a blogy.

## Historie
Myspace byl spuštěn 1. srpna 2003. V roce 2005 byl za 580 milionů dolarů koupen společností News Corporation mediálního magnáta Ruperta Murdocha. Ještě v roce 2009 byla Myspace největší sociální sítí světa a v roce 2006 šlo dokonce o nejnavštěvovanější stránku v USA. Během následujících let však došlo kvůli vzestupu Facebooku k poklesu zájmu o server a koncem června 2011 News Corporation prodala 95% akcií společnosti Specific Media za 35 milionů dolarů.

### Smazání dat
Několik měsíců v závěru roku 2018 si uživatelé, kteří síť využívali především k archivním účelům, stěžovali na nedostupnost některých fotografií, videí nebo zvukových souborů. Na začátku roku 2019 Myspace oznámil odůvodnění, a sice že přišel nenávratně po nepovedeném upgradu serverů o data nahraná uživateli v letech 2003 až 2015, tj. data od začátku projektu. Kolik souborů zůstalo zničených není jasné. Uživatelům se Myspace omluvil a doporučil jim data obnovit ze zálohy, pokud ji mají. Vzhledem k tomu, že už mnoho umělců odešlo, není jisté, jestli někdo z těch, kteří zůstávají, mají příslušné zálohy, což je pro mnoho materiálu s historickou hodnotou fatální. Andy Baio, zakladatel Kickstarteru, vznesl podezření, že Myspace se možná nechtěl věnovat nákladnému přesunu 50 milionu starých nahrávek, proto šlo možná o záměr. K tomu se firma nevyjádřila.